# Lucio Plaucio Vénox
Lucio Plaucio Vénox o Venón  fue un político romano del siglo IV a. C. perteneciente a la gens Plaucia. Fue padre de Lucio Plaucio Venón. En el año 330 a. C. obtuvo el consulado y condujo, con su colega Lucio Papirio Craso, la guerra contra los privenates y fundanos.